# .ky
A .ky a Kajmán-szigetek internetes legfelső szintű tartomány kódja, melyet 1995-ben hoztak létre.

## Második szintű tartománykódok
- com.ky
- org.ky
- net.ky
- edu.ky
- gov.ky

## Külső lapok
- IANA .ky kikicsoda Archiválva 2006. április 19-i dátummal a Wayback Machine-ben
- .ky domain regisztrációs oldal